# Апащя
Апащя́ (Апаща; лит. Apaščia) — река в Литве, протекает по территории Рокишкского и Биржайского районов Паневежского уезда на севере страны. Левый приток нижнего Нямунелиса.
Длина реки составляет 91 км. Площадь водосборного бассейна — 894 км². Средний уклон — 0,7 м/км. Скорость течения — 0,1—0,2 м/с. Средний расход воды — 5,2 м³/с.
Апащя является одним из основных притоков Нямунелиса в Литве. Начинается Апащя около деревни Румпишкенай. В верховье течёт на северо-запад, склоняясь на запад, в нижней половине преобладающим направлением течения становится север. В засушливые годы местами пересыхает. Впадает в Нямунелис около местечка Нямунелё-Радвилишкис.